# 馬迪福克鎮區 (阿肯色州派克縣)
馬迪福克鎮區（英語：Muddy Fork Township）是位於美國阿肯色州派克縣的一個行政鎮區。

## 地方資料
馬迪福克鎮區的面積為125.59平方千米，當中陸地面積為120.34平方千米，而水域面積為5.25平方千米。根據2010年美國人口普查的數據，當地共有人口249人，而人口密度為每平方千米1.98人。